# Llueve sobre la ciudad
«Llueve sobre la ciudad» es una canción de la banda chilena Los Bunkers compuesta por Francisco y Mauricio Durán. Es la tercera del disco Vida de perros y fue lanzada como segundo sencillo. Fue la primera canción de la banda en llegar a la segunda posición de las radios chilenas, siendo -hasta la salida del sencillo «Quien fuera» del álbum Música libre - su canción más exitosa en los ranking musicales chilenos. Es una de sus composiciones más deprimentes y ampliamente reconocidas y populares.

## Información
Es una letra sin dobles lecturas. Francisco Durán dijo en una entrevista que la primera frase de esta canción fue escrita después de una noche de lluvia caminando por Santiago en una época en que había terminado una larga relación. El resto de la canción fue terminada en el estudio donde se grababa el álbum, por ende fue una de las últimas incluidas en el disco. La canción la canta el propio Francisco al no tener el tiempo para que Álvaro la pudiera adaptar vocalmente.

## Video musical
El video fue dirigido por Felix Foncea y Felipe Sepulveda. El video muestra a la banda interpretando el tema en un estudio donde el fondo está compuesto por pantallas gigantes, donde Francisco interactúa con las imágenes que se ven en esas pantallas.

## En cultura popular
- La canción fue parodiada en el Ranking Musical, segmento del programa chileno de humor El club de la comedia.
- 2012: La canción fue parte del programa chileno Do-Remix, donde los integrantes cuenta la historia de la canción.[3]
- 2013: La canción fue utilizada en el segmento Mimo Musical del programa chileno de entretenimiento Juga2.

## Versiones
- La serie animada chilena Pulentos hizo una versión de este tema que quedó registrado en el álbum Pulentos: Segunda Temporada.
- En el Vive Latino 2007 organizado en Santiago la banda hizo una versión de este tema junto al cantante Jorge González, exlíder de la banda chilena Los Prisioneros.
- En el Festival El Abrazo 2010 la banda hizo una versión de este tema junto al cantante Adrián Dárgelos, líder de la banda argentina Babasónicos.
- En el programa chileno Do-Remix fue versionada por los artistas: Paz Court, Victoria Cordero, Manuel García y Carlos Cabezas.
- En 2024, fue incluida en el nuevo repertorio musical de estilo folclórico una Adaptación en la teleserie chilena de drama de época denominada El Señor de La Querencia, que es perteneciente al canal de televisión denominado Mega.

## Recepción

### Posicionamiento en listas
| Lista                       | Posición |
| --------------------------- | -------- |
| Chile (Chile Singles Chart) | 2        |

## Personal
- Francisco Durán - Voz solista, Piano Fender Rhodes
- Álvaro López - Guitarra eléctrica
- Mauricio Durán - Guitarra eléctrica
- Gonzalo López - Bajo eléctrico
- Mauricio Basualto - Batería